# Aclyvolva lanceolata
Aclyvolva lanceolata is een slakkensoort uit de familie van de Ovulidae. De wetenschappelijke naam van de soort werd in 1848 voor het eerst geldig gepubliceerd door George Brettingham Sowerby II.